# Давид Дірінгер
Дави́д Дірі́нгер, Де́від Дірі́нджер (нім. David Diringer; 16 червня 1900, Тлумач, Австро-Угорщина — 13 лютого, 1975 року, Кембридж, Велика Британія) — британський лінгвіст і письменник.
Народився у єврейській сім'ї в Галичині. Навчався в Італії, згодом викладав у Кембриджському університеті. Спеціаліст з давньої писемності, автор фундаментальних праць з історії письма. Наприкінці свого життя очолював створений ним Музей алфавіту (Тель-Авів).